# 罗森克兰茨
罗森克兰茨（德語：Rosenkranz, Rosencrantz)，可以指：
Rosenkranz
- 马茨·罗森克兰茨（德語：Mats Rosenkranz；1998年8月23日－）：德國男子網球運動員。

Rosenkrantz
- 伯納德·羅森克蘭茨（德語：Bernard "Lulu" Rosenkrantz，1902年－1935年10月25日）：紐約黑幫。。

Rosencrantz
- 弗雷德里克·罗森克兰茨（瑞典語：Fredrik Rosencrantz，1879年10月26日－1957年4月15日）：瑞典男子馬術運動員。

|  | 本页或本分段罗列了姓氏为「罗森克兰茨」的人物。 如果是一个指代特定个人的内链将您引导到本页，請考慮修正該人物的名字以將链接指向正確的條目。 |